# 菜豆
菜豆（英語：common bean）也叫雲藊豆、芸豆（亦作蕓豆）、架豆、刀豆、腎豆等，是一种一年生草本植物，因其乾种子或绿色未成熟豆荚可食用，而在世界各地种植。菜豆的豆角称为四季豆或芸豆角。菜豆原產於美洲大陸，屬豆科菜豆屬植物，為北美洲三穀之一，後傳入亞歐大陸並成爲世界性的餐桌上常見蔬菜。

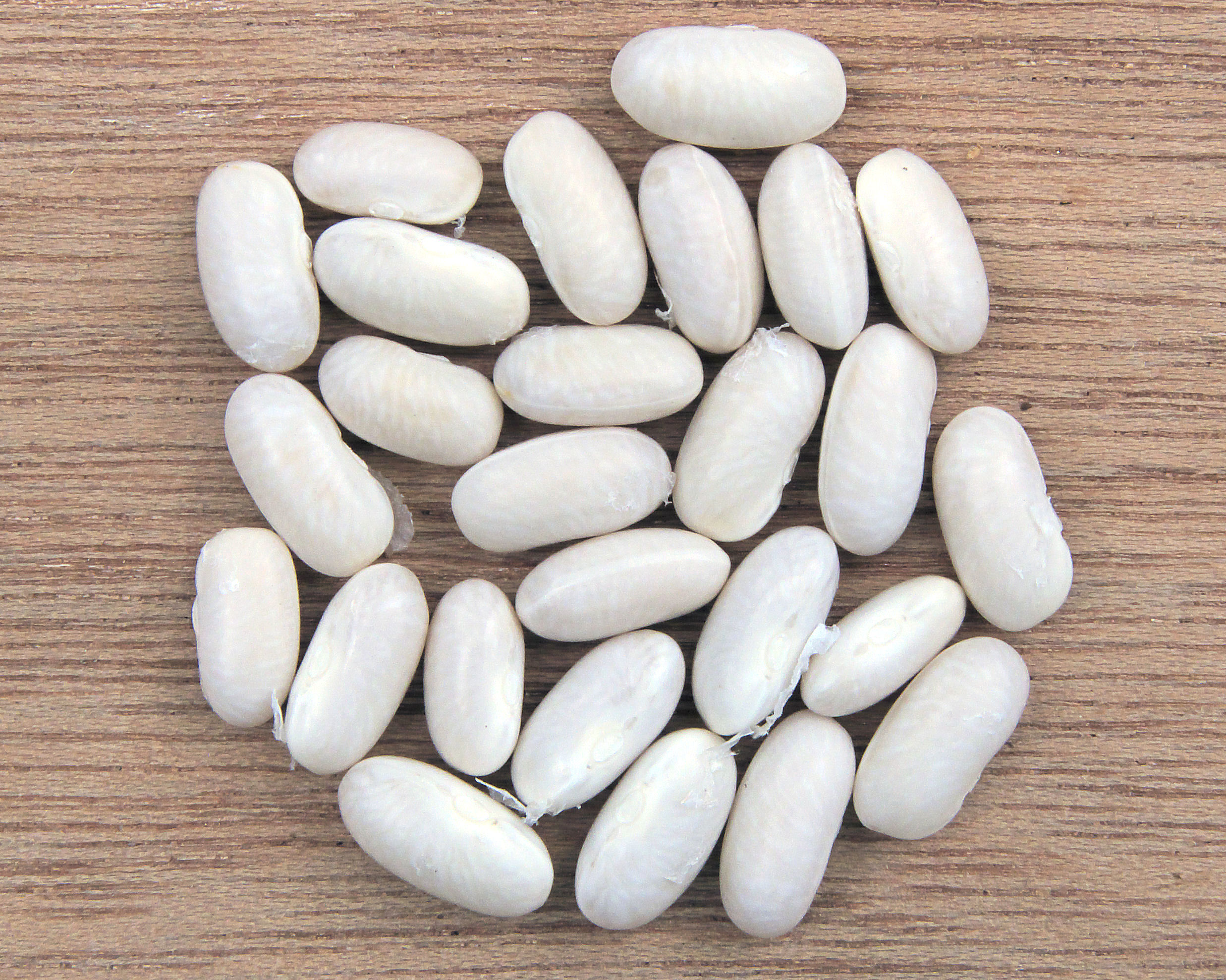
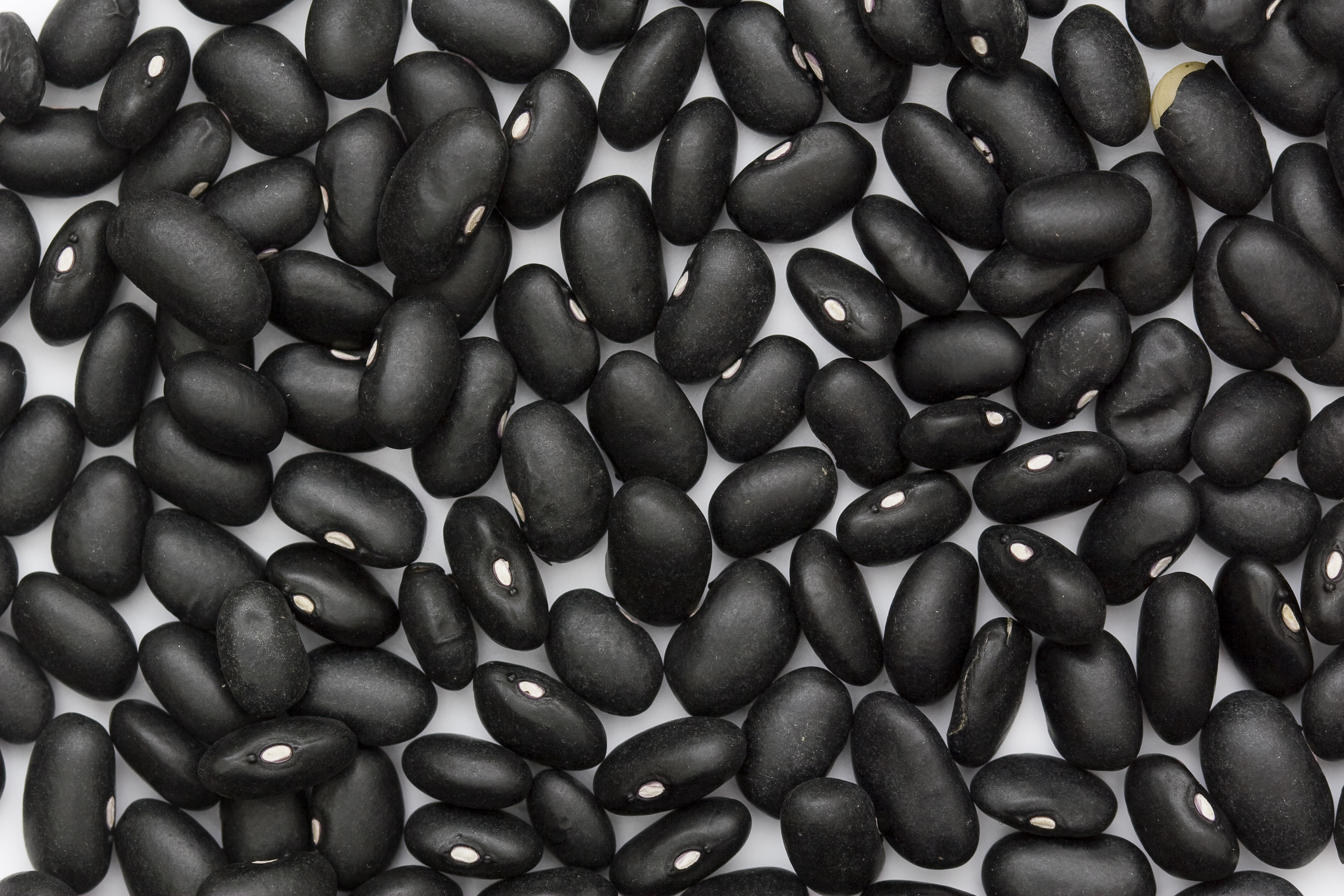
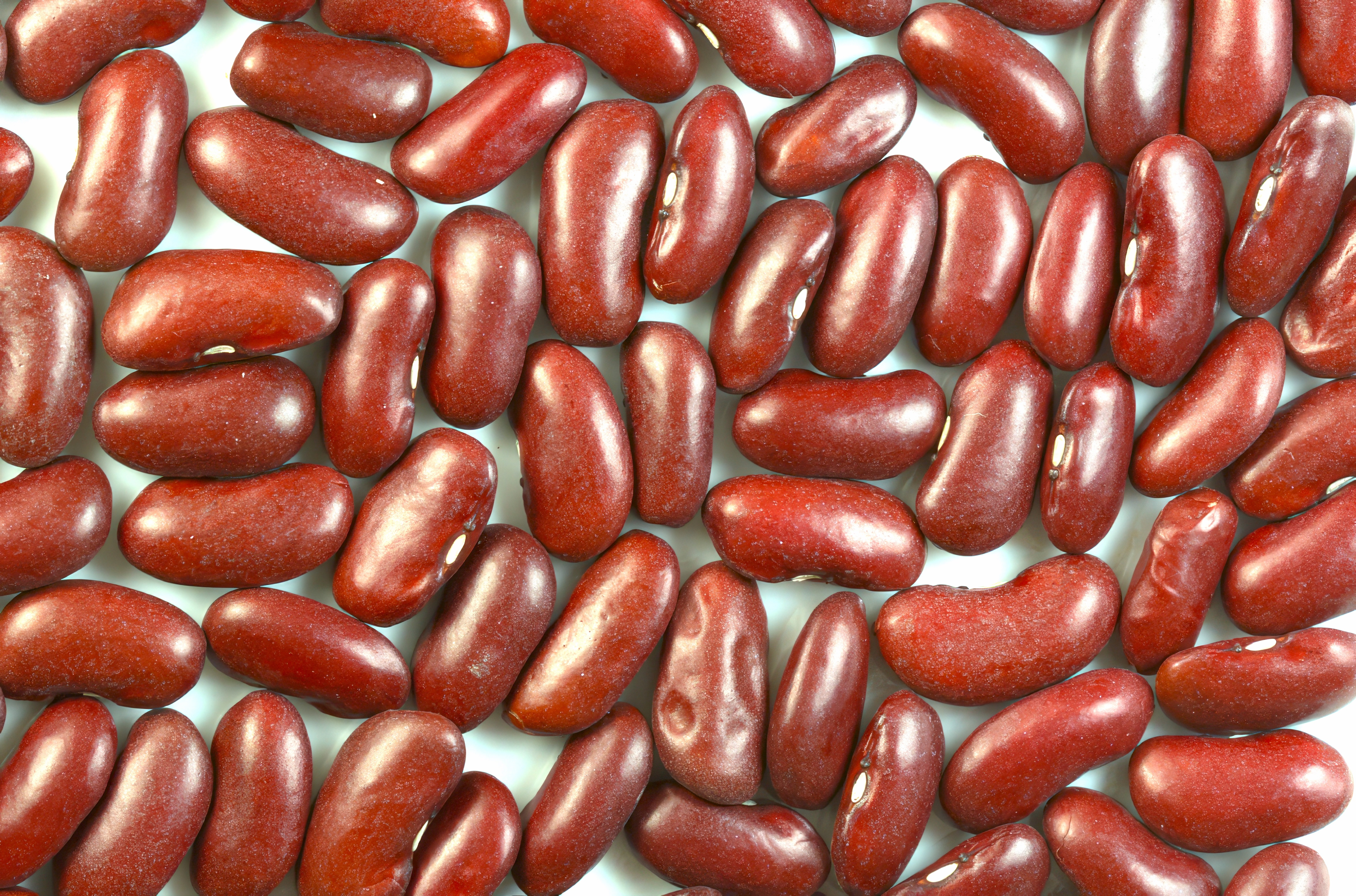

## 变种或品种

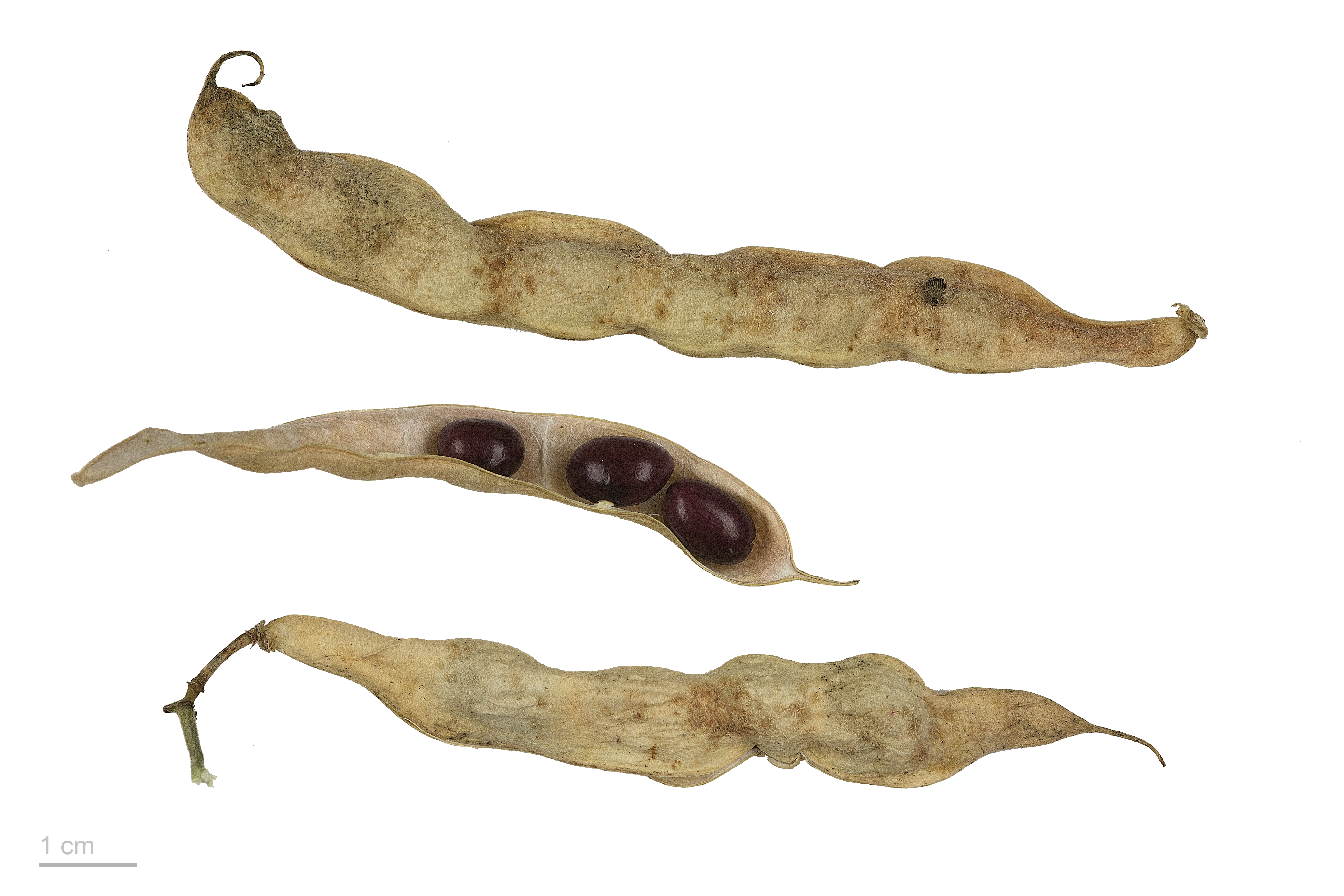
Phaseolus vulgaris

矮菜豆（Phaseolus vulgaris L. var. humilis Alef.）或矮生菜豆是菜豆的变种，在广州称龙牙豆。
俗名油豆角（Phaseolus vulgaris var. chinensis Hort.）的品种，是一种产地在中国东北的蔓生菜豆油质软荚变种，以荚内油分多而得名，豆荚宽扁且可见每粒豆籽突起轮廓，约已有500年的栽培历史。油豆角主要是以食荚为主，烹煮后豆荚软面，纤维少，豆香味浓，蛋白质含量较高。
台灣菜市場上俗稱醜豆者，是豆莢較寬扁且略扭曲的“扁莢型菜豆”，因其外觀較不美觀而得名。相對於此，豆莢較纖細的“圓莢型菜豆”，稱作敏豆；而豆莢較飽滿的“圓莢型菜豆”，稱作粉豆。

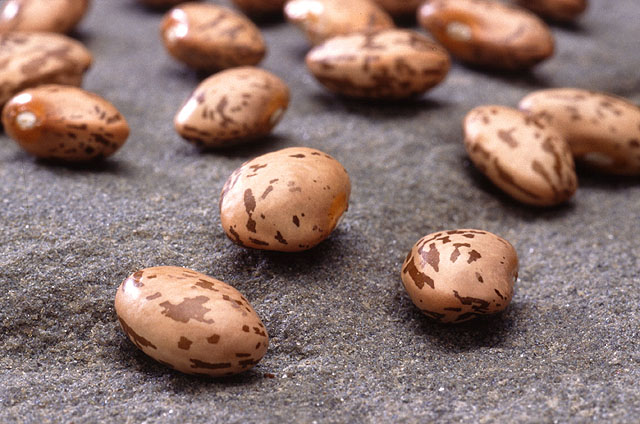
斑豆

斑豆（pinto bean）是一種有斑點的菜豆，是等北美洲南部最常見的豆類，在美國及墨西哥西北部均有生長。斑豆的烹調方法通常都是用來煮肉湯或製成斑豆泥；而煮好的斑豆或斑豆泥，均是捲餅的饀料。斑豆的幼嫩豆莢亦可吃，有時會被當作青豆或四季豆的一種。

## 歷史
中南美原產。一般認為16世紀末經由歐洲傳到中國，17世紀傳到了日本。
在现代，菜豆是全球种植范围最广的食用豆类, 全球共有100多个国家和地区种植菜豆，年产量约为2700多万吨。

## 毒性
菜豆（包括食荚的四季豆和食豆的芸豆）含皂苷和植物血凝素（即植物产生的血球凝集素），可引致食物中毒。中毒症状出现头晕、头痛、呕吐、腹痛、手脚麻木、心慌等病症。紅蕓豆含20,000-70,000个血凝单位，但完全煮熟后只有200-400个血凝单位。白蕓豆的植物血凝素只有紅蕓豆的三分之一。
为了防止中毒，菜豆一定要彻底煮熟。在摄氏100度煮10分鐘能够完全破坏血凝素，但实际烹煮过程中菜豆的温度可能不会那么快达到高温，因此FDA建议烹煮菜豆30分钟。至於乾豆，在食用前應把乾豆泡在水裡至少五小時，把泡過豆的水倒掉，然后再进行烹煮。
假若四季豆沒有在沸水裡煮過，植物血凝素的毒性不單不能消除，還可能會增加。FDA指出四季豆在攝氏80度的水裡煮，植物血凝素會增加至未煮前的五倍。